# パネート細胞
パネート細胞（ぱねーとさいぼう、英:Paneth cell）とは小腸において微生物に対する防御因子を備える細胞。パネート細胞は機能的に好中球に類似し、小腸での自然免疫に関与する。細菌や細菌抗原に曝露された時、パネート細胞は陰窩（腺窩、crypt）の内腔に抗菌物質を分泌し、胃腸の障壁の維持に寄与する。パネート細胞はオーストリアの医師であるJoseph Paneth（1857~1890）の名前をとって命名された。「パネート」という表記は伝統的な誤記で、正しくカタカナ表記すると「パネト」「パネス」または「パーネス」などが近い。

## 役割

### 侵入防御
小腸は腸絨毛と陰窩が発達しているため、表面積が非常に大きくなっている。また、他の粘膜とは異なり、腸上皮は単一の細胞層で構成される。このことは栄養分や水分の効率良い吸収を可能にする一方で、病原体の侵入機会をも増大させるというリスクをはらんでいる。吸収効率を維持しながら病原体の侵入を防ぐことが、パネート細胞の主たる役割と考えられている。

### 幹細胞保護
また、腸の上皮細胞は数日周期で腸絨毛の先端から脱落してゆく。新たな上皮細胞を供給するのが各々の腺窩に位置する幹細胞であり、腸上皮の長期にわたる保持に不可欠な存在である。パネート細胞は幹細胞に近接して存在していることから、免疫機能だけでなく上皮細胞の更新維持にも重要な役割を果たすことが示唆されている。

## 解剖学的特徴
パネート細胞は十二指腸から空腸、回腸近位にかけて分布し、陰窩の最も底の部分に配置されている。一つの陰窩には5～12個のパネート細胞がある。すぐ上に存在すると見られる幹細胞および増殖帯から、パネート細胞は他の腸上皮細胞とは逆に下降して底部に位置し、比較的長い期間（20日程度）生存する。時折、絨毛部分にパネート細胞に似た細胞が観察されることがあり、intermediate cellと呼ばれる。
細胞質内には多数の分泌顆粒を有しており、刺激に応じて陰窩内に放出される。この顆粒は一般的な組織染色であるヘマトキシリン・エオシン染色で明瞭な好酸性（赤色）に染められるため、パネート細胞を見分けることは容易である。特異性の高い同定のためには、免疫染色によるリゾチーム、デフェンシンあるいはホスホリパーゼA2の染色を行う。

## 分泌
細菌（グラム陽性菌およびグラム陰性菌）あるいは細菌成分としてのリポ多糖、ムラミールジペプチド、lipid Aなどへの暴露は、パネート細胞による抗菌物質分泌を刺激する。通常、真菌および原虫には分泌刺激を受けない。

### デフェンシン
パネート細胞によって分泌される主要な防御因子がα-デフェンシン（cryptdinとも呼ばれる）である。デフェンシンは疎水性の正電荷を帯びたタンパク質ドメインを有し、細胞膜のリン脂質と相互に影響し合う。この構造は膜へのデフェンシンの挿入を可能とし、微細孔と相互に影響し合い、膜の機能を崩壊させ、細胞溶解を促す。細菌は脊椎動物の細胞よりも高濃度の負電荷を帯びたリン脂質を有しており、デフェンシンはこの電荷の差異を利用して、宿主細胞を保護しながらの細菌との優先的結合・崩壊を成立させる。

### 他の分泌物
パネート細胞が分泌する抗菌物質には、デフェンシンに加えてリゾチームおよびホスホリパーゼA2などがある。リゾチームは涙や唾液など多くの分泌物に含まれ、グラム陽性菌に対して効果が高い。多種類の抗菌物質を分泌することで、パネート細胞は幅広い病原体（細菌、寄生虫、エンベロープを持つ一部のウイルス）に対して効果を発揮することができる。